# Исаков, Туляган Ульмасович
Туляган Ульмасович Исаков (21 апреля 1949, Янгиюль, Узбекская ССР, СССР) — советский футболист; тренер.
Родился в Янгиюле. Детство провёл в Ташкенте, начал заниматься футболом на стадионе «Спартак» у тренера Маруфа Пулатова. Всю карьеру игрока провёл в «Пахтакоре», за 13 сезонов сыграл в первой и высшей лигах 252 матча, забил 52 гола. В 1979 году получил травму, что спасло его от гибели с командой в авиакатастрофе.
Три года учился в высшей школе тренеров в Москве. Работал тренером в «Шахрихончи». Несколько лет был директором футбольной школы, работал в Спорткомитете Ташкентской области. В 1989 году — тренер «Пахтакора» после отъезда В. Носова. Работал в Федерации футбола Узбекистана. Был главным тренером «Зарафшана», «Сурхана».